# Chidera Eze
Chidera Blessing Eze (Lagos, 2 settembre 2003) è una pallavolista nigeriana naturalizzata italiana, palleggiatrice del Bergamo 1991.

## Carriera

### Club
La carriera di Chidera Eze inizia nella stagione 2018-19 nella Pool Piave, in Serie B1. Nell'annata 2021-22 passa al Vicenza, in Serie A2, categoria dove gioca anche nella stagione successiva vestendo la maglia del Talmassons: con la squadra friuliana ottiene al termine del campionato 2023-24 la promozione in Serie A1, dove esordisce con lo stesso club a partire dall'annata 2024-25.
Nella stagione 2025-26 viene ingaggiata dal Bergamo 1991, sempre in Serie A1.

### Nazionale
Nel 2023 viene convocata nella nazionale italiana under 21, aggiudicandosi la medaglia d'argento al campionato mondiale, mentre l'anno successivo fa parte di quella under 22 con cui vince la medaglia d'oro al campionato europeo, venendo premiata come miglior palleggiatrice.
Nel 2025 ottiene le prime convocazioni nella nazionale maggiore, con cui, nello stesso anno, vince la medaglia d'oro ai XXXII Giochi mondiali universitari.

## Palmarès

### Nazionale (competizioni minori)
- Campionato mondiale under 21 2023
- Campionato europeo under 22 2024
- Giochi mondiali universitari 2025

### Premi individuali
- 2024 - Campionato europeo under 22 2024: Miglior palleggiatrice